# Sucellus

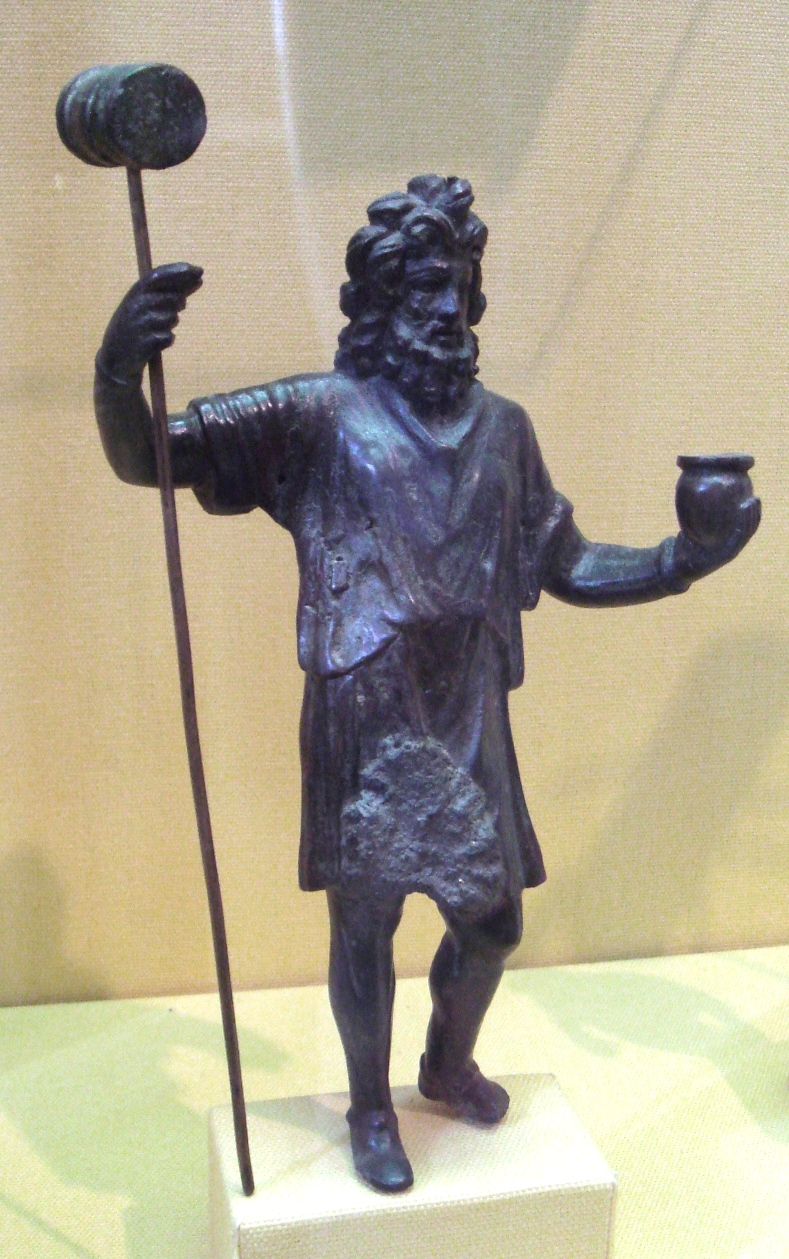
O deus celta Sucellus com seu característico martelo e olla.

Na mitologia celta, Sucellus era o deus da agricultura, florestas e bebidas alcoólicas, da província romana da Lusitânia.
De acordo com Monsieur Reinach, citado por George Henderson, Sucellus era um epíteto do deus celta Dis Pater, de quem, segundo Júlio César, os gauleses eram descendentes. Ainda segundo Monsieur Reinach, ele era representado vestido com roupas de lobo, semelhante à imagem etrusca de Caronte. Segundo George Henderson, este deus, originalmente, era um lobo, seria identificado com o deus latino Silvano; assim como os romanos eram descendentes de Rômulo, os gauleses também seriam filhos de um lobo, o que teria levado os Averni a se declararem como irmãos dos latinos.
Sua mulher era uma deusa da água, Nantosuelta ("vale ensolarado"), outra figura da fertilidade, que era também deusa do lar. Suas águas eram curativas e revigorantes. De cabelos cacheados soltos, carregava uma cornucópia, símbolo de abundância, e, muitas vezes, corvos a rodeavam. Dizia-se que cuidava das raízes das plantas e, portanto, poderia passear pelo Reino Subterrâneo. Alguns mitos a colocavam até como governante ou responsável por guiar os espíritos. Dessa forma, foi comparada a Perséfone grega.[carece de fontes?]
Estátuas dos dois juntos eram comuns em domicílios celtas, associadas à prosperidade. Foram adorados principalmente na Lusitânia (Portugal) e na Gália (França).  Nantosuelta foi associada a Morrigan entre os celtas britânicos.[carece de fontes?]